# Paso Dorotea
Paso Dorotea es un paso de frontera entre la República Argentina y la República de Chile, se encuentra en el extremo sur de ambos países, del lado chileno se accede por ruta internacional CH 250. La misma está pavimentada, la habilitación del paso es permanente, la policía se encuentra a una distancia de 2 km en el retén Dorotea. El horario de  atención es de las 08:00 de la mañana hasta las 00:00 de la madrugada de noviembre a marzo y de 07:00 de la mañana a 23:00 de la noche durante los meses de abril a octubre. La altura del paso es de 605 m s. n. m., del lado de Chile se encuentra la Región de Magallanes y de la Antártica Chilena y del argentino la Provincia de Santa Cruz.